# Гоби-Гурван-Сайхан

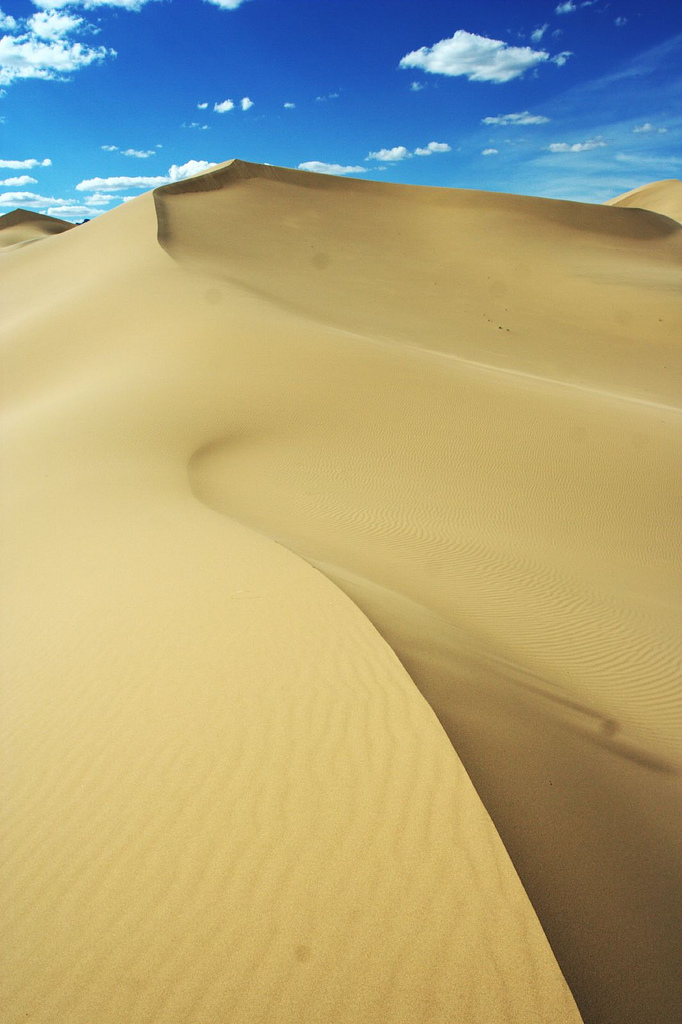
Барханы в песках Хонгорын-Элс в национальном парке Гурвансайхан

Национальный парк Гурвансайхан (монг. Говь Гурвансайхан байгалийн цогцолборт газар, Гобийский национальный парк Гурвансайхан) — крупнейший национальный парк Монголии, расположен на севере пустыни Гоби (юг Монголии). Национальный парк был создан в 1993 году, а в 2000 году его территория была увеличена до сегодняшних размеров.

## География
Национальный парк получил своё название от хребта Гурван-Сайхан-Уул, что в переводе с монгольского означает «три красавицы». Под ними подразумеваются восточная, срединная и западная гряда. Они образуют восточную часть национального парка. Остальные земли представляют собой пустыни, местами покрытые барханными песками.
Наиболее известен вытянутый на 180 км узкий песчаный массив Хонгорын-Элс (монг. Светло-рыжие пески), некоторые дюны достигают в высоту ста метров и несколько сот метров в ширину. Параллельно краю песков протекает ручей Хонгорын-Гол. Также в парке расположено известное ущелье Ёлын-Ам, на дне которого ещё до недавнего времени сохранялась круглогодичная наледь. Последние годы эта наледь летом тает.
На территории самого парка и к северу от него находятся знаменитые кладбища динозавров, возраст некоторых из находок оценивается в 80 миллионов лет. Также по пустыне разбросаны юрточные лагеря, которые включаются в экскурсионные маршруты для туристов с целью ознакомления с культурой и традициями монгольского народа.
В нескольких километрах к востоку от парка находится город Даланзадгад, имеющий авиасообщение с Улан-Батором.

## Животный мир

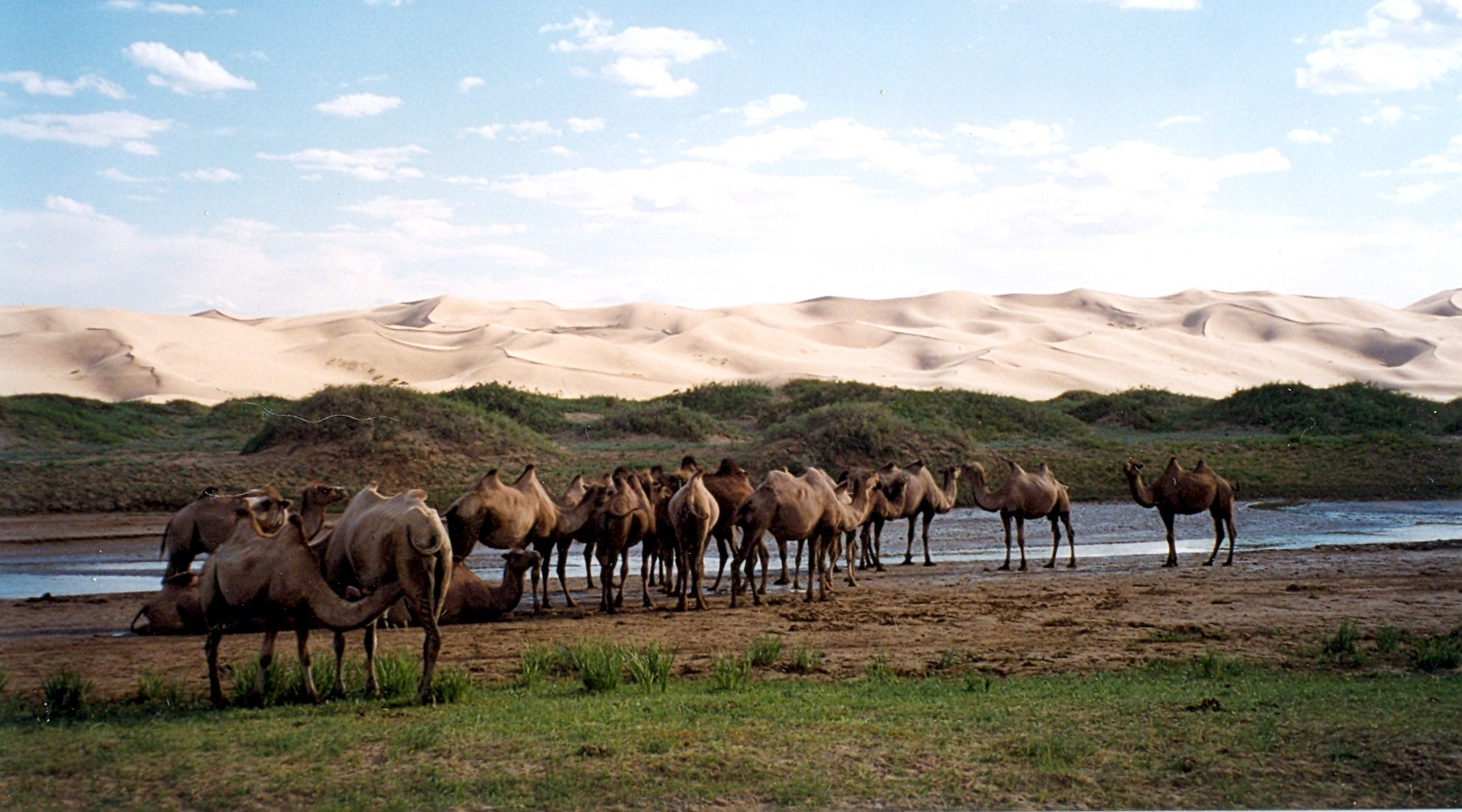
Верблюды в песках Хонгорын-Элс

В горах Гурвансайхана встречаются ирбисы, архары и горные козлы, медведи. В степях обитают куланы, лисицы, верблюды, джейраны. Также в парке обитают около 200 видов птиц. Например, в ущелье Ёлын-Ам водятся хищные птицы бородачи, а также стенолазы, улары, вьюрки.